# The Love Thieves
The Love Thieves es una canción del grupo inglés de música electrónica Depeche Mode compuesta por Martin Gore, publicada en el álbum Ultra de 1997.

## Descripción
Es una sentida función romántica en la vertiente folk de DM, apenas puesta en práctica en este álbum junto con el tema Freestate, con letra abundante, una musicalización más acentuada en lo acústico, así como la intencional casi sistémica y evidente relegación de los elementos electrónicos, y una duración prolongada.
La letra es casi solo de amor, un lamento blues en un estilo un tanto tradicional, aunque curiosamente tiene mucho de crítica religiosa, o a Dios mismo, al hablar de los mártires del amor, como si fueran ellos un sacrificio para que otros puedan amar sin tribulaciones. En otras palabras, una de las letras más complejas y crueles de Martin Gore al presentar una suerte de fábula triste sobre las vicisitudes en el amor tras haberlo empeñado todo, enmarcando parte de la temática del disco sobre la percepción del amor.
Más que tratar sobre decepción, el tema hace un curioso discurso sobre aquellos que siempre fracasan en el amor, como si en ello se encontrara el motor para que otros sí puedan amar exitosamente, es decir, una pieza verdaderamente triste de DM, con una auténtica melancolía implícita en su planteamiento lírico, el cual se vuelve lamentable, no en un sentido peyorativo sino por la resignación de la que trata y a la que deben enfrentarse muchos seres humanos, ironizando además el papel de Dios que pareciera necesitar de los sacrificios de éstos para darle todas las oportunidades a otros.
Así, la canción tiene una marcada cualidad blues, uno de los géneros de inspiración de Martin Gore, aunque en un modo folclórico y alternativo pues no sigue precisamente una línea íntegra de función acústica, solo la calidad lírica de tema desolador, lo que queda más en evidencia con las únicas secciones a dos voces que contiene; igualmente la coda está hecha con la guitarra en una notación algo más sonora mientras a dos voces David Gahan y Gore claman su dolor repitiendo solo “Ah, ah”. Además, la canción está en parte de la letra dirigida a una segunda persona, ¿una mujer?, quizás un lamento a aquella relación perdida o nunca correspondida que se volverá un dolor permanente e inolvidable para quien haya comprometido todo su ser.
Por otro lado, la musicalización comienza con un discreto efecto de reactor contenido para dar paso a unas notas de guitarra que conduce todo el tiempo la melodía principal, así como la batería acústica desde percusiones básicas hasta los tambores con batacazo que integran perfectamente un tema bastante más recargado hacia el lado más orgánico de DM. También complementa la entrada un efecto seco de suspiro ahogado, con lo cual comienza su discurso tristón sin concesiones.
Aunque el acompañamiento electrónico está opacado, en realidad cubre toda la canción, solo con varios efectos mínimos y en forma de discreto redondeo a las estrofas, los puentes y los estribillos, dándole predilección a la guitarra y aún a la batería, antecediendo la forma de algunas funciones posteriores como When the Body Speaks
y Breathe del álbum Exciter.
The Love Thieves no ha sido interpretada en el escenario por DM, sin embargo, en 2003 la canción fue interpretada por Martin Gore en solitario durante una presentación de nombre "A Night with Martin L. Gore".
- Datos: Q6144831